# 라디오 프리 로스코
《라디오 프리 로스코》(영어: Radio Free Roscoe)는 2003년부터 2005년까지 방영된 캐나다의 십대 드라마이다.